# 보린
보린(1973년 ~ )은 대한민국의 동화 작가이다. 1973년 제주도에서 태어나 부산대학교 통계학과와 건국대학교 대학원 동화미디어창작학과를 졸업했다. 2009년에 《뿔치》로 푸른문학상에서 미래의 작가상을 수상하였고, 2010년에 《도가비전》으로 NHN 게임문학상을 수상하였다.

## 작품 목록
- 《뿔치》 (2009년 12월)
- 《귀서각》 (2011년 4월)
- 《분홍 올빼미 가게 1. 밸런타인데이 소동》 (2014년 5월)
- 《분홍 올빼미 가게 2. 짝짝이 가슴이 어때서!》 (2014년 5월)
- 《분홍 올빼미 가게 3. 썩은 양말 가게》 (2014년 6월)
- 《고양이 가장의 기묘한 돈벌이 1. 여우 양복점》 (2016년 9월)
- 《고양이 가장의 기묘한 돈벌이 2. 황천택배 헬택배》 (2016년 9월)

## 수상 경력
- 2009년 - 제7회 푸른문학상 미래의 작가상 수상[2]
- 2010년 - 제1회 NHN 게임문학상 수상[3]